# Индекс автомобильных номеров Литвы

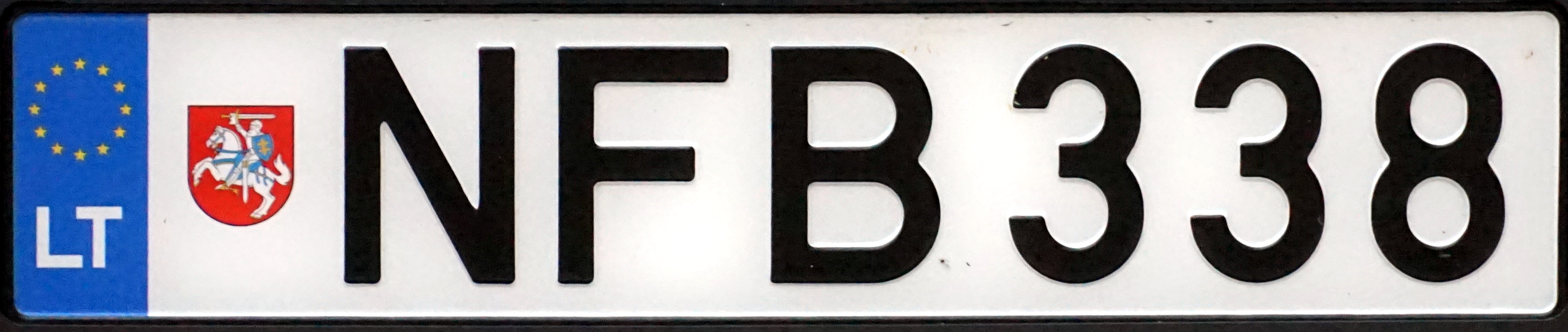
Современный литовский автомобильный номер с 1 октября 2023 года

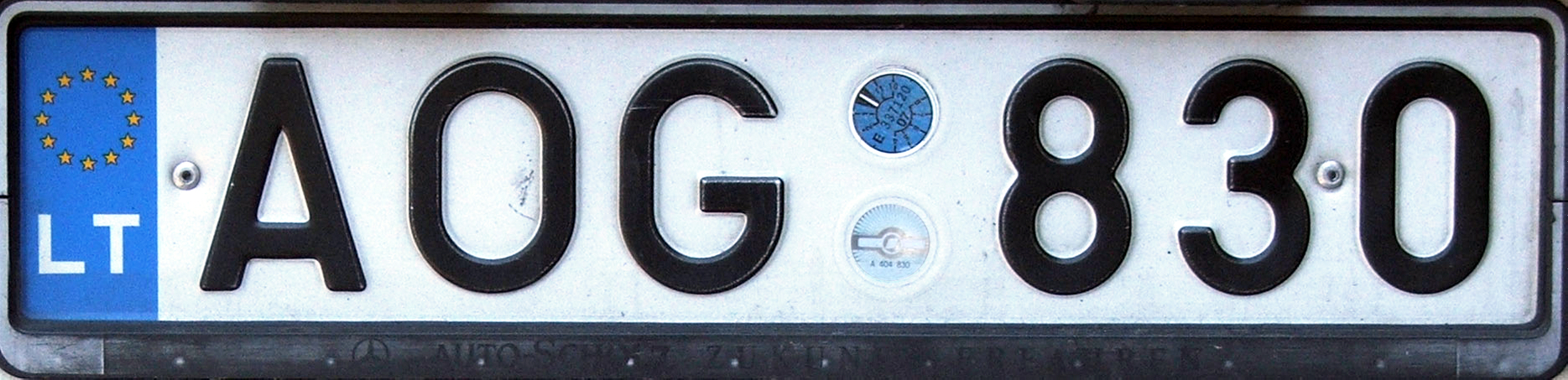
Литовский автомобильный номер 2004–2018 годов

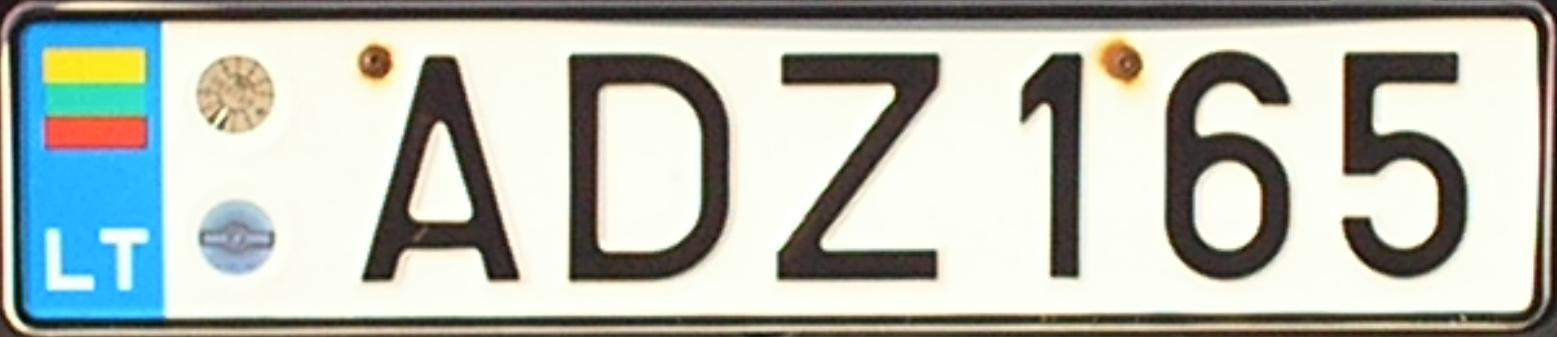
Литовский автомобильный номер 2003–2004 годов

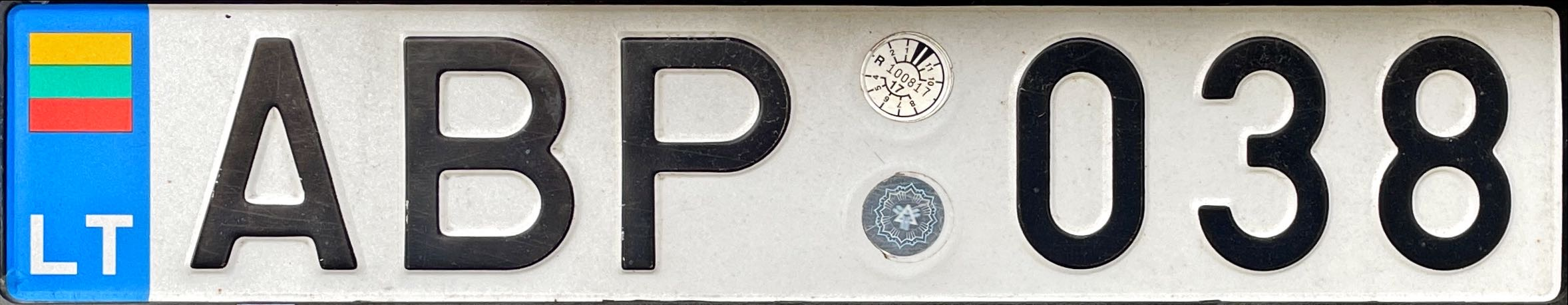
Литовский автомобильный номер 1993-2003 годов

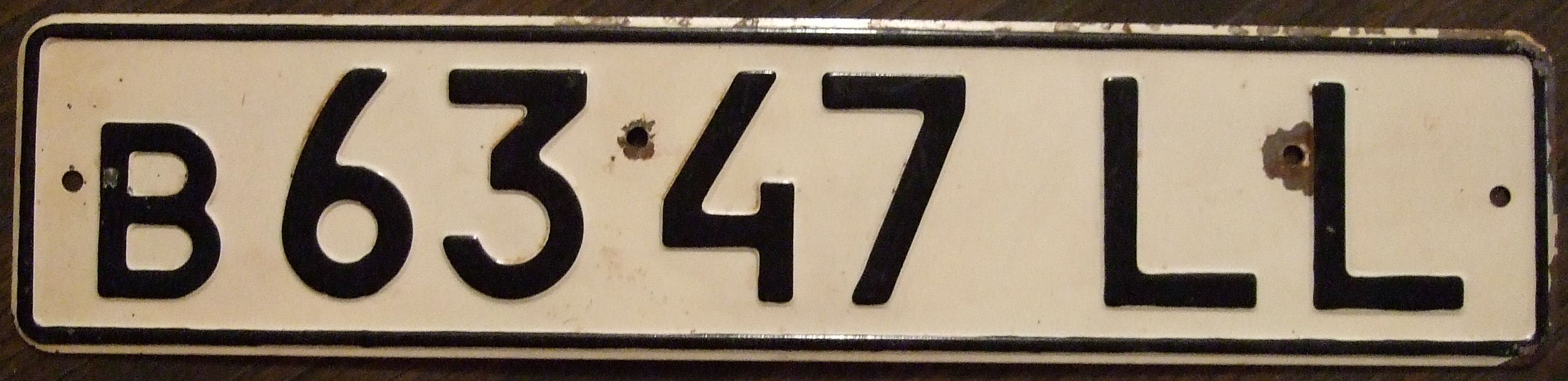
Литовский автомобильный номер переходного периода (1991–1993 годы)

Автомобильные номера Литвы — номерные знаки, предназначенные для регистрации легковых и грузовых автомобилей, автобусов, троллейбусов, прицепов, мотоциклов и спецтехники на территории Литвы.

## История
Первые номера на территории Литвы появились в 1920-е годы, вскоре провозглашения независимости.
- В середине 1920-х годов номера слегка изменились.
- В 1932 году номера стандартизированы.
- В 1940 году, после присоединения Литвы к СССР, на её территории начали выдаваться автомобильные номера советского стандарта.
- В 1941—1945 годах территория Литвы была оккупирована немецкими войсками и входила в состав рейхскомиссариата Остланд, в этот период автомобили регистрировались номерами немецкого стандарта серии RO.
- После освобождения Литвы в 1945 году на её территории вновь стали выдаваться советские номера общереспубликанских серий, принадлежавших Литовской ССР (общереспубликанские серии ЛИ, ЛК, ЛЛ).

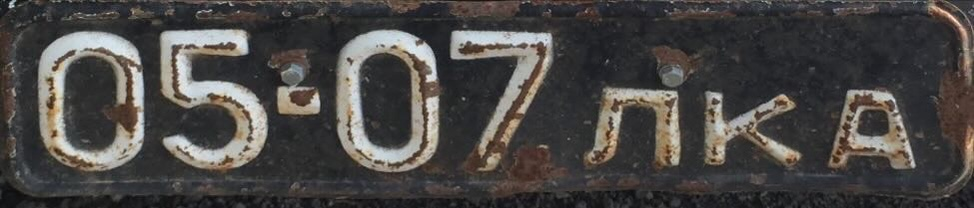
Передний номерной знак образца 1959-1980 годов
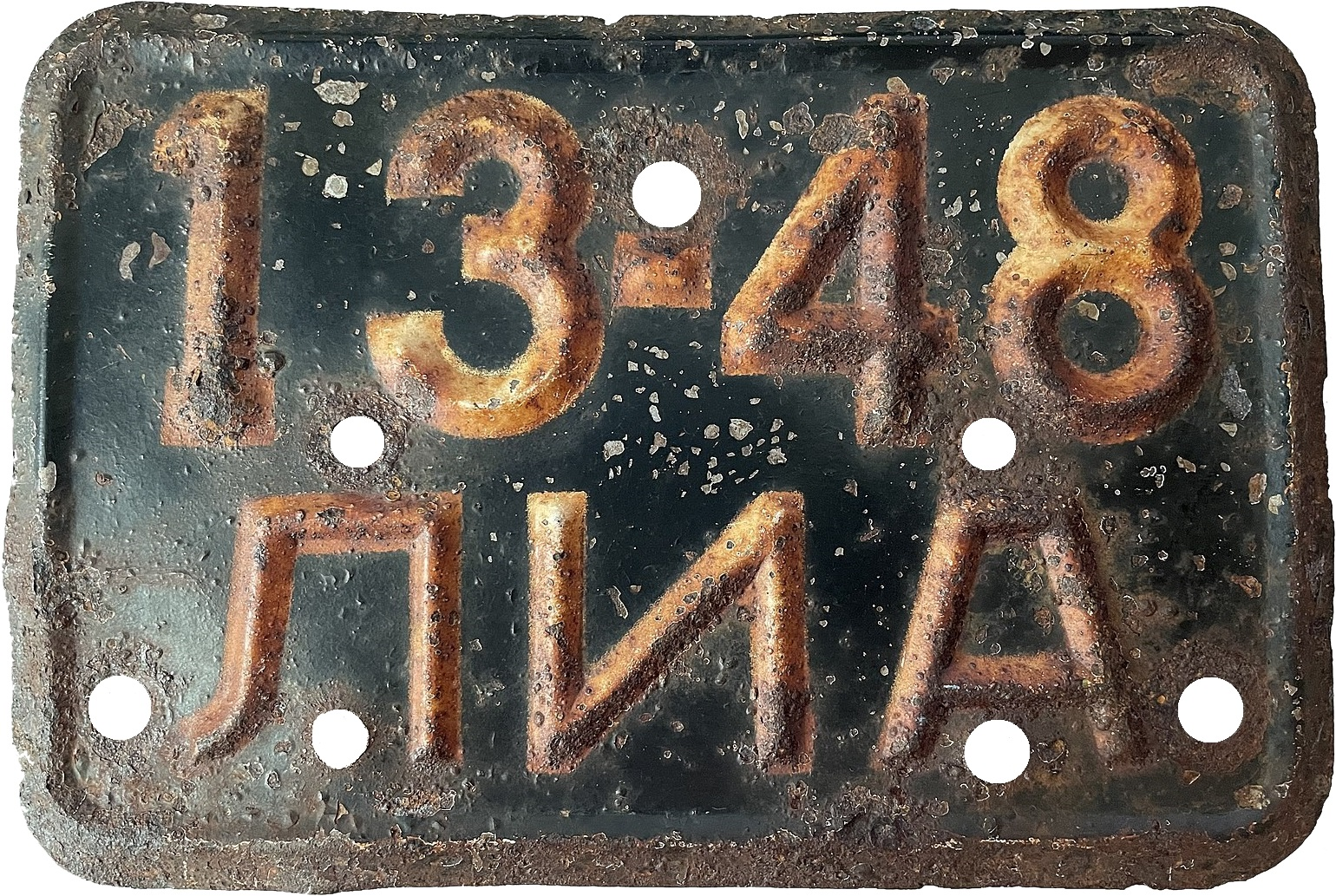
Задний номерной знак образца 1959-1980 годов
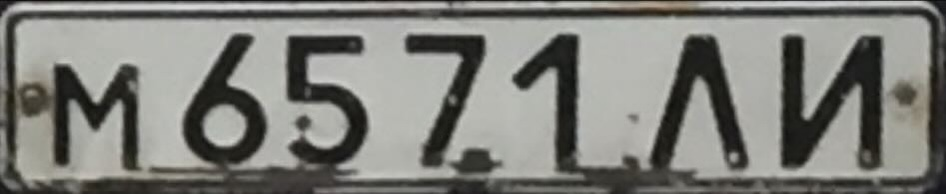
Передний номерной знак образца 1980-1991 годов

- В 1991—1993 годах, после провозглашения Литвой независимости, на её территории выдавались номера последнего советского стандарта, но вместо кириллических букв использовалась латиница; выдавались номера серии LL.
- В 1993 году Литва начала выдачу автомобильных номеров собственного стандарта.
- В 2004 году, после вступления Литвы в Евросоюз, номера слегка модернизировались: в левой части номера на синем прямоугольнике литовский флаг сменился символом ЕС.
- С 2018 года на номерные знаки не наносятся стикеры, на некоторых номерах изменился шрифт[1].
- С 1 октября 2023 года на все виды номеров (кроме дипломатических, транзитных и для квадроциклов) начал наноситься герб Литвы[2].

## Форматы номерных знаков
Автомобильные номера разделяются на 5 основных форматов (стандартов):
- 1 формат — 520×110 мм;
- 2 формат — 300×150 мм;
- 3 формат — 250×150 мм;
- 4 формат — 145×120 мм;
- 5 формат — 185×210 мм.

## Типы регистрационных знаков
| Номера образца 2023 г.                                     | Номера образца 2023 г. |
| ---------------------------------------------------------- | --- |
| Стандартные номерные знаки                                 | |
|                                                            | Номерной знак для автомобилей, 1 формат |
|                                                            | Номерной знак для автомобилей, 2 формат |
|                                                            | Номерной знак для крепления велосипедов, 1 формат. Устанавливается в том случае, если крепление с велосипедами перекрывает задний автомобильный номерной знак                                                  |
|                                                            | Номерной знак для прицепов, 1 формат |
|                                                            | Номерной знак для прицепов, 2 формат |
|                                                            | Номерной знак для мотоциклов, 3 формат |
|                                                            | Номерной знак для мотоциклов, 5 формат |
|                                                            | Номерной знак для мотоциклов, 1 формат |
|                                                            | Номерные знаки для мопедов, 4 формат |
|                                                            | Номерные знаки для мопедов, 1 формат |
|                                                            | Номерные знаки для квадроциклов, 3 формат. Номерные знаки устанавливаются только на мощные квадроциклы, имеют 3 формат, на номере пишется 2 буквы и 2 цифры, синяя полоса с флагом ЕС и кодом «LT» не пишется. |
| Индивидуальные номера                                      | |
|                                                            | Номерные знаки для автомобилей, 1 формат |
|                                                            | Номерные знаки для автомобилей, 2 формат |
|                                                            | Номерные знаки для прицепов, 1 формат |
|                                                            | Номерные знаки для прицепов, 2 формат |
|                                                            | Номерные знаки для мотоциклов, 3 формат |
|                                                            | Номерные знаки для мотоциклов, 5 формат |
| Номерные знаки для автомобилей такси                       | |
|                                                            | Номерные знаки для автомобилей такси, 1 формат |
|                                                            | Номерные знаки для автомобилей такси, 2 формат |
| Номерные знаки для электромобилей                          | |
|                                                            | Номерные знаки для электромобилей, 1 формат |
|                                                            | Номерные знаки для электромобилей, 2 формат |
| Номерные знаки для ретро-транспорта                        | |
|                                                            | Номерные знаки для ретро-автомобилей, 1 формат |
|                                                            | Номерные знаки для ретро-автомобилей, 2 формат |
|                                                            | Номерные знаки для ретро-мотоциклов, 3 формат |
|                                                            | Номерные знаки для ретро-мотоциклов, 5 формат |
|                                                            | Номерные знаки для ретро-мопедов, 4 формат |
| Номерные знаки для тракторов, спецтехники и прицепов к ней | |
| 1 формат                                                   | Номерные знаки тракторов, спецтехники и прицепов к ней, 1 формат |
| 3 формат                                                   | Номерные знаки тракторов, спецтехники и прицепов к ней, 2 формат |
| Транзитные номерные знаки (временные)                      | |
|                                                            | Транзитные временные номерные знаки для автомобилей и прицепов, 1 формат |
|                                                            | Транзитные временные номерные знаки для автомобилей и прицепов, 2 формат |
|                                                            | Транзитные временные номерные знаки для мотоциклов, 3 формат |
| Дилерские номерные знаки (временные)                       | |
| 1 формат                                                   | Дилерские временные номерные знаки для автомобилей и прицепов, 1 формат |
| 2 формат                                                   | Дилерские временные номерные знаки для автомобилей и прицепов, 2 формат |
| 3 формат                                                   | Дилерские временные номерные знаки для мотоциклов, 3 формат |
| Дипломатические номерные знаки                             | |
| 1 формат                                                   | Дипломатические номерные знаки для автомобилей и прицепов, 1 формат |
| 2 формат                                                   | Дипломатические номерные знаки для автомобилей и прицепов, 2 формат |
| 3 формат                                                   | Дипломатические номерные знаки для мотоциклов, 3 формат |
| 5 формат                                                   | Дипломатические номерные знаки для мотоциклов, 5 формат |
| 4 формат                                                   | Дипломатические номерные знаки для мопедов, 4 формат |
| Номерные знаки для военного транспорта                     | |
|                                                            | Номерной знак для военного транспорта, 1 формат |
| 2 формат                                                   | Номерной знак для военного транспорта, 2 формат |

### Стандартные номера
Регистрационный номерной знак Литвы выполняется чёрными символами на белом фоне. В левой части знака располагается синий прямоугольник с символом ЕС (до 2004 года — с флагом Литвы) и инициалами LT, после него следует герб Литвы, а затем три буквы и три цифры. Для грузовых автомобилей и автобусов существует квадратный двухрядный вариант номера для установки сзади транспортного средства, в верхнем ряду такого номера располагаются буквы, в нижнем — цифры.
В 2003 году была отменена региональная привязка (вторая буква теперь могла быть любой буквой латинского алфавита), в связи с этим вид номерных знаков слегка изменился: стикеры были перенесены из середины номерного знака и поставлены перед буквами. В 2004 году, после вступления Литвы в Евросоюз и смены на номерах литовского флага на флаг ЕС, стикеры вернули на прежнее место, но региональная привязка восстановлена не была.
В 2018 году немного изменился шрифт букв и цифр.

### Номера американского стандарта
До 2004 года автомобилям, на которых места крепления номерного знака не позволяют крепить стандартную номерную пластину, выдавались квадратные двухрядные номерные знаки. С 2004 года квадратные номерные знаки заменены знаками американского стандарта (300x150 мм), данные знаки короче европейских, но шире, номер пишется в одну строку уплотнённым шрифтом, стикеры располагаются под надписью.
В 2018 году немного изменился шрифт букв и цифр.

### Индивидуальные номера

#### Для автомобилей и прицепов
Также в Литве существует возможность заказать индивидуальный номерной знак на автомобиль, прицеп или мотоцикл. На знаке допускается писать любые буквы и цифры, но их количество не должно превышать шести (для мотоциклов — пяти), должна быть хотя бы одна цифра и сочетание должно быть цензурным и не оскорблять достоинства других. Поэтому букву нередко О меняют на цифру 0, I на 1 (напр. М0НСТР). На индивидуальных номерных знаках до 3 апреля 2018 года стикеры ставились перед индивидуальным буквосочетанием.
В 2018 году немного изменился шрифт букв и цифр.

#### Для мотоциклов
Издаются в 3 и 5 форматах, пишется от 1 до 5 символов, среди которых должна быть как минимум одна цифра.

### Номера электромобилей
С 1 июля 2016 года в Литве выдаётся новый вид номеров — для электромобилей. Номер состоит из двух букв и четырёх цифр, стикеры располагались (до 3 апреля 2018 года) в начале номера перед буквами. Буквенная серия чаще всего — EV, от английского Electrical Vehicle. После окончания номеров с серией EV, начали выдаваться номера с серией EА, EВ и т. д.

### Номерные знаки такси
Выполняются чёрными символами на жёлтом (до 2018 г.) или белом (с 2018 г.) фоне, формат: буква Т и пять цифр, стикеры наклеивались (до 2018 г.) слева от буквы «Т». Введены в середине 2006 года.
С 3 апреля 2018 года после окончания запасов с жёлтым фоном, начали выдаваться номера с белым фоном. Также немного изменился шрифт букв и цифр.

### Номерные знаки прицепов
Отличаются от автомобильных наличием лишь двух букв.
В 2018 году немного изменился шрифт букв и цифр.

### Номерные знаки мотоциклов
До 2004 года знаки имели только квадратное двухрядное исполнение, в верхнем ряду располагались три цифры, в нижнем — две буквы, стикеры наклеивались слева от цифр и от букв.
В 2004 году также были введены однорядные номера, американского размера, цифры пишутся перед буквами.
В 2018 году были введены номера стандартного формата (520х110 мм), не наносятся стикеры.

### Номерные знаки мопедов
Знаки имеют квадратное двухрядное исполнение, формат: две цифры в верхнем ряду, три буквы в нижнем. Синяя полоса с флагом ЕС и кодом «LT» доходит только до середины знака, на вторую половину клеился стикер. Выдаются с 2007 года.
С 2018 года также выдаются номера 1 формата.

### Номерные знаки для квадроциклов
Номерные знаки устанавливаются только на мощные квадроциклы, имеют 3 формат, на номере пишется 2 буквы и 2 цифры, синяя полоса с флагом ЕС и кодом «LT» не пишется.

### Номерные знаки тракторов, спецтехники и прицепов к ней
Изначально формой и форматом повторяли соответствующие знаки последнего советского стандарта, но вместо кириллических букв использовалась латиница. Позже был введён собственный вид номеров в формате «буква четыре цифры буква» для номера европейского стандарта и в формате «буква три цифры буква» для номера американского стандарта. Выполняется номер тёмно-зелёными символами на белом фоне.

### Транзитные номерные знаки

#### Для автомобилей и прицепов
Транспортным средствам, временно зарегистрированным на территории Литвы, присваиваются номерные знаки с красными символами на белом фоне. До 2004 года две буквы предшествовали пяти цифрам, после 2004 года слева появилась синяя полоса с флагом ЕС, а буквы стали ставить после цифр.
С 2018 года на знак пишутся 4 цифры и 2 буквы.

#### Для мотоциклов
Также в 2004 году были введены мотоциклетные транзитные номера, они имеют пластину американского размера.
На транзитный номер для мотоциклов пишется 4 цифры и 1 буква. Номер имеет только 3 формат.

### Дилерские номерные знаки

#### Для автомобилей и прицепов
Фактически являются разновидностью транзитных номеров, но имеют иной формат: одна буква (P или R) и несколько цифр (6 — для автомобилей, 5 — для прицепов, 4 — для мотоциклов). Введены в 2004 году.
С 2018 года на номера для автомобилей и прицепов пишется 5 цифр, пишется только буква P.

#### Для мотоциклов
Дилерские номера для мотоциклов имеют только 3 формат.

### Дипломатические номерные знаки

#### Для автомобилей и прицепов
Дипломатические номера имеют зелёный фон и белые цифры. Знаки сгруппированы следующим образом: ЦЦ Ц ЦЦЦ, где Ц — цифра. На номерах отсутствует синяя полоса слева. Первые два числа обозначают код представляемой страны. Третья цифра обозначает ранг иностранного представителя:
1 — глава диппредставительства,
2 — служебные автомобили посольств,
3 — иные представители, обладающие дипломатическим статусом, и члены их семей,
4 — прочие работники и сотрудники дипломатического представительства и члены их семей.
Существует и американский вариант дипломатического номерного знака.
До 2004 года формат дипломатических номеров был иной: Б ЦЦЦ ЦЦ, где Б — буква, обозначающая ранг иностранного представителя (D — с дипломатическим статусом, T — без дипломатического статуса, CMD — глава представительства), следующие три цифры — код представляемой страны.

#### Для мотоциклов
Дипломатические номера для мотоциклов издаются в 3 и 5 форматах.

#### Для мопедов
Дипломатические номера для мопедов издаются в 4 формате.

### Военные номерные знаки
С 2008 года военные номера выполняются белыми символами на чёрном фоне. Синяя европолоса на номере отсутствует, вместо неё в левом верхнем углу располагается государственный флаг Литвы. Формат номера — буквы LK (первые буквы слов Lietuvos kariuomenė — литовская армия), три цифры и буква. Существуют также номера для военных прицепов — на них отсутствует последняя буква в номере, первые две буквы — произвольные.
До 2008 года военные номера ничем не отличались от гражданских автомобильных номеров, для них были зарезервированы серии KAA–KAZ.

### Исторические номерные знаки

#### Номерные знаки ретро-автомобилей
Введены в обращение 30 июня 2014 года. До 3 апреля 2018 года на коричневом фоне писалась буква H и две цифры; «H» — первая буква слова «History», две следующие цифры — последние цифры года выпуска автомобиля, последние три цифры — последовательные числа среди зарегистрированных автомобилей того же года постройки.
С 3 апреля 2018 г. начали выдаваться номера с белым фоном, наносится буква H и пять цифр; «H» — первая буква слова «History», все 5 цифр — последовательные числа, последние цифры года выпуска автомобиля больше не указываются.

#### Номерные знаки ретро-мотоциклов
До 3 апреля 2018 г. мотоциклетные исторические номера писались аналогично автомобильным, за исключением буквы H, которая на мотоциклетных номерах не писалась. С 3 апреля 2018 г. — на мотоциклетных номерах наносится четыре цифры и буква H, последние цифры года выпуска автомобиля больше не указываются.

#### Номера ретро-мопедов
Издаются с 3 апреля 2018 г., аналогичны мотоциклетным, за исключением формата, номера для мопедов издаются в 4 формате.

### Номерные знаки иностранных граждан и предприятий
Номера выполнялись красными символами на белом фоне в формате «буква и пять цифр», слева присутствовала синяя полоса с государственной символикой. С конца 1990-х годов данные номера не выдаются, но их всё ещё можно встретить на улицах, хотя и очень редко.

## Кодификация регионов
До 2003 года вторая буква регистрационного номера автомобиля обозначала принадлежность к определенному региону:
| Код   | Уезд                              | Пример                 |
| ----- | --------------------------------- | ---------------------- |
| A D H | Алитус г. Друскининкай г. Лаздияй | AA 123 ADA 123 AHA 123 |
| J     | Таураге                           | AJA 123                |
| K C   | Каунас г. Кедайняй                | AKA 123 ACA 123        |
| L     | Клайпеда                          | ALA 123                |
| M F   | Мариямполе г. Калвария            | AMA 123 AFA 123        |
| P     | Паневежис                         | APA 123                |
| S     | Шяуляй                            | ASA 123                |
| T     | Тельшяй                           | ATA 123                |
| U     | Утена                             | AUA 123                |
| V     | Вильнюс                           | AVA 123                |

Следующие сочетания зарезервированы для органов власти:
| Код | Ведомство                                                                    |
| --- | ---------------------------------------------------------------------------- |
| KAM | Министерство охраны края                                                     |
| LRS | Сейм (парламент), 500-999 поступили в свободный оборот                       |
| LRV | Совет Министров                                                              |
| Rxx | Правительство                                                                |
| VGS | Общественная перепись населения, какая-то часть поступила в свободный оборот |

Следующие сочетания зарезервированы для коммерческих структур:
| Код | Ведомство |
| --- | --------- |
| VPM | VP Grupė  |
| UPS | UPS       |

## Коды стран на дипломатических знаках
Источник:
| Код         | Страна или организация                                     |
| Страны      | Страны                                                     |
| ----------- | ---------------------------------------------------------- |
| 01          | Швеция                                                     |
| 02          | Германия                                                   |
| 03          | Франция                                                    |
| 04          | Латвия                                                     |
| 05          | Дания                                                      |
| 06          | Канада                                                     |
| 07          | Великобритания                                             |
| 08          | Италия                                                     |
| 09          | Норвегия                                                   |
| 10          | Финляндия                                                  |
| 11          | Ватикан                                                    |
| 12          | Турция                                                     |
| 13          | Чехия                                                      |
| 14          | США                                                        |
| 15          | Китай                                                      |
| 16          | Польша                                                     |
| 18          | Эстония                                                    |
| 19          | Россия                                                     |
| 20          | Россия (генеральный консул в Клайпеде)                     |
| 21          | Румыния                                                    |
| 22          | Украина                                                    |
| 23          | Беларусь                                                   |
| 24          | Казахстан                                                  |
| 25          | Грузия                                                     |
| 26          | Япония                                                     |
| 27          | Австрия                                                    |
| 28          | Бельгия                                                    |
| 29          | Нидерланды                                                 |
| 30          | Венгрия                                                    |
| 31          | Испания                                                    |
| 32          | Мальтийский Орден                                          |
| 33          | Греция                                                     |
| 34          | Ирландия                                                   |
| 35          | Португалия                                                 |
| 36          | Молдова                                                    |
| 37          | Азербайджан                                                |
| 38          | Болгария                                                   |
| 39          | Армения                                                    |
| 40          | Хорватия                                                   |
| 41          | Израиль                                                    |
| 42          | Нигерия                                                    |
| 43          | Индия                                                      |
| 60          | Тайвань                                                    |
| Организации |                                                            |
| 80          | Северный совет                                             |
| 81          | Всемирный банк                                             |
| 82          | Европейский банк реконструкции и развития                  |
| 83          | Всемирная организация здравоохранения                      |
| 84          | Программа развития ООН                                     |
| 85          | Международная организация по миграции                      |
| 86          | Европейская комиссия                                       |
| 88          | Европейский институт гендерного равенства                  |
| 89          | Центр передового опыта НАТО по энергетической безопасности |
| 90          | Подразделение по интеграции сил НАТО в Литве               |
| 91          | Европейский инвестиционный банк                            |

## Предыдущие типы регистрационных знаков

### Автомобильные номера 1918–1940 годов
С начала 1920-х годов и до 1932 года номерные знаки Литвы претерпевали различные видоизменения. Изначально номерной знак содержал только число, писалось оно белым на чёрном фоне. Затем цифры сделали чёрными, а фон белый. В конце 1920-х годов на номерах стали появляться административные коды.
В 1932 году автомобильным номерам официально установили размер, форму, цветовую гамму и стандарт, а также коды регионов. Стандартом предписывалось помещать в начало номера одно- или двухбуквенный код региона регистрации, после чего ставилась точка, после точки — три (реже — четыре) цифры.
С 1939 года на номерах вместо точки стало появляться тире, а над ним — мелким шрифтом последние две цифры года выдачи номера. Однако повсеместно внедрить новые номера помешало присоединение к СССР и последующая Великая Отечественная война.

#### Военные номера
В начале 1930-х годов в Литве наряду с гражданскими номерами начали выдавать и военные номера. Передний номер имел форму равностороннего треугольника, на котором чёрным шрифтом помещались лишь цифры. Задний номер имел овальную (легковые автомобили) или прямоугольную форму (грузовые автомобили), перед цифрами писалась аббревиатура К.А.М.

#### Административные коды до 1940 года
| Код    | Округ                                                            |
| ------ | ---------------------------------------------------------------- |
| A      | Алитус город (1932-1940, также и округ в 1932-1934)              |
| Aa     | Алитус округ (1934-1940)                                         |
| B      | Биржай город (1932-1940, также и округ в 1932-1934)              |
| Ba     | Биржай округ (1934-1940)                                         |
| Ež     | Эжеренай (до 1929 года), современное название (c 1929) - Зарасай |
| K      | Каунас город (1932-1940, также и округ в 1932-1934)              |
| Кa     | Каунас город и округ (1932-1934), только округ (1934-1940)       |
| K.A.M. | военные номера (1934-1940)                                       |
| Kd     | Кедайняй город (1932-1940, также и округ в 1932-1934)            |
| Km     | Кедайняй округ (1934-1940)                                       |
| K.M.   | Клайпеда (Клайпедский край) (1932-1940)                          |
| Kr     | Кретинга (1932-1940)                                             |
| M      | Мариямполе город (1932-1940, также и округ в 1932-1934)          |
| Ma     | Мариямполе округ (1934-1940)                                     |
| Mm     | Мариямполе город и округ (1932-1934)                             |
| Mž     | Мажейкяй (1932-1940)                                             |
| P      | Паневежис город (1932-1940, также и округ в 1932-1934)           |
| Pa     | Паневежис округ (1934-1940)                                      |
| Pm     | Паневежис город и округ (1932-1934)                              |
| R      | Расейняй (1932-1934)                                             |
| Ra     | Расейняй (1934-1940)                                             |
| Rk     | Рокишкис (1932-1940)                                             |
| S      | Сейнай город (1932-1940, также и округ в 1932-1934)              |
| Sa     | Сейнай округ (1934-1940)                                         |
| Šk     | Шакяй (1932-1940)                                                |
| Šl     | Шяуляй город (1932-1940, также и округ в 1932-1934)              |
| Šm     | Шяуляй (город 1932-1934, округ 1932-1940)                        |
| T      | Таураге город (1932-1940, также и округ в 1932-1934)             |
| Ta     | Тяльшяй город (1934-1940)                                        |
| Tg     | Таураге округ (1934-1940)                                        |
| Tl     | Тяльшяй (город в 1932-1934, округ в 1932-1940)                   |
| Tr     | Тракай (1932-1940)                                               |
| U      | Утяна (1932-1934), Укмерге город (1934-1940)                     |
| Uk     | Укмерге (город и округ в 1932-1934, только округ в 1934-1940)    |
| Um     | Укмерге город и округ (1932-1934)                                |
| Ut     | Утяна (1934-1940)                                                |
| V      | Вилкавишкис город (1934-1940)                                    |
| Va     | Вилкавишкис округ (1934-1940)                                    |
| Vl     | Вилкавишкис город и округ (1932-1934)                            |
| Z      | Зарасай (1932-1934)                                              |
| Za     | Зарасай (1934-1940)                                              |

### Автомобильные номера Литвы 2018-2023 годов
| Номера образца 2018 г.                                     | Номера образца 2018 г. |
| ---------------------------------------------------------- | --- |
| Стандартные номерные знаки                                 | |
|                                                            | Номерной знак для автомобилей, 1 формат |
|                                                            | Номерной знак для автомобилей, 2 формат |
|                                                            | Номерной знак для крепления велосипедов, 1 формат. Устанавливается в том случае, если крепление с велосипедами перекрывает задний автомобильный номерной знак                                                  |
| 520x110 mm                                                 | Номерной знак для прицепов, 1 формат |
| 300x150 mm                                                 | Номерной знак для прицепов, 2 формат |
| 3 формат                                                   | Номерной знак для мотоциклов, 3 формат |
| 5 формат                                                   | Номерной знак для мотоциклов, 5 формат |
| 1 формат                                                   | Номерной знак для мотоциклов, 1 формат |
| 4 формат                                                   | Номерные знаки для мопедов, 4 формат |
| 1 формат                                                   | Номерные знаки для мопедов, 1 формат |
| 3 стандарт                                                 | Номерные знаки для квадроциклов, 3 формат. Номерные знаки устанавливаются только на мощные квадроциклы, имеют 3 формат, на номере пишется 2 буквы и 2 цифры, синяя полоса с флагом ЕС и кодом «LT» не пишется. |
| Индивидуальные номера                                      | |
| Стандартного формата 520x110 mm                            | Номерные знаки для автомобилей, 1 формат |
| Американского стандарта 300x150 mm                         | Номерные знаки для автомобилей, 2 формат |
| Стандартного формата 520x110 mm                            | Номерные знаки для прицепов, 1 формат |
| Американского стандарта 300x150 mm                         | Номерные знаки для прицепов, 2 формат |
| 3 формат                                                   | Номерные знаки для мотоциклов, 3 формат |
| 5 формат                                                   | Номерные знаки для мотоциклов, 5 формат |
| Номерные знаки для автомобилей такси                       | |
| 520x110 mm                                                 | Номерные знаки для автомобилей такси, 1 формат |
| 300x150 mm                                                 | Номерные знаки для автомобилей такси, 2 формат |
| Номерные знаки для электромобилей                          | |
| 520x110 mm                                                 | Номерные знаки для электромобилей, 1 формат |
| 300x150 mm                                                 | Номерные знаки для электромобилей, 2 формат |
| Номерные знаки для ретро-транспорта                        | |
| 1 стандарт                                                 | Номерные знаки для ретро-автомобилей, 1 формат |
| 2 стандарт                                                 | Номерные знаки для ретро-автомобилей, 2 формат |
| 3 стандарт                                                 | Номерные знаки для ретро-мотоциклов, 3 формат |
| 5 стандарт                                                 | Номерные знаки для ретро-мотоциклов, 5 формат |
| 4 стандарт                                                 | Номерные знаки для ретро-мопедов, 4 формат |
| Номерные знаки для тракторов, спецтехники и прицепов к ней | |
| 1 формат                                                   | Номерные знаки тракторов, спецтехники и прицепов к ней, 1 формат |
| 3 формат                                                   | Номерные знаки тракторов, спецтехники и прицепов к ней, 2 формат |
| Транзитные номерные знаки (временные)                      | |
| 1 формат                                                   | Транзитные временные номерные знаки для автомобилей и прицепов, 1 формат |
| 2 формат                                                   | Транзитные временные номерные знаки для автомобилей и прицепов, 2 формат |
| 3 формат                                                   | Транзитные временные номерные знаки для мотоциклов, 3 формат |
| Дилерские номерные знаки (временные)                       | |
| 1 формат                                                   | Дилерские временные номерные знаки для автомобилей и прицепов, 1 формат |
| 2 формат                                                   | Дилерские временные номерные знаки для автомобилей и прицепов, 2 формат |
| 3 формат                                                   | Дилерские временные номерные знаки для мотоциклов, 3 формат |
| Дипломатические номерные знаки                             | |
| 1 формат                                                   | Дипломатические номерные знаки для автомобилей и прицепов, 1 формат |
| 2 формат                                                   | Дипломатические номерные знаки для автомобилей и прицепов, 2 формат |
| 3 формат                                                   | Дипломатические номерные знаки для мотоциклов, 3 формат |
| 5 формат                                                   | Дипломатические номерные знаки для мотоциклов, 5 формат |
| 4 формат                                                   | Дипломатические номерные знаки для мопедов, 4 формат |
| Номерные знаки для военного транспорта                     | |
|                                                            | Номерной знак для военного транспорта, 1 формат |
| 2 формат                                                   | Номерной знак для военного транспорта, 2 формат |

## Изображения

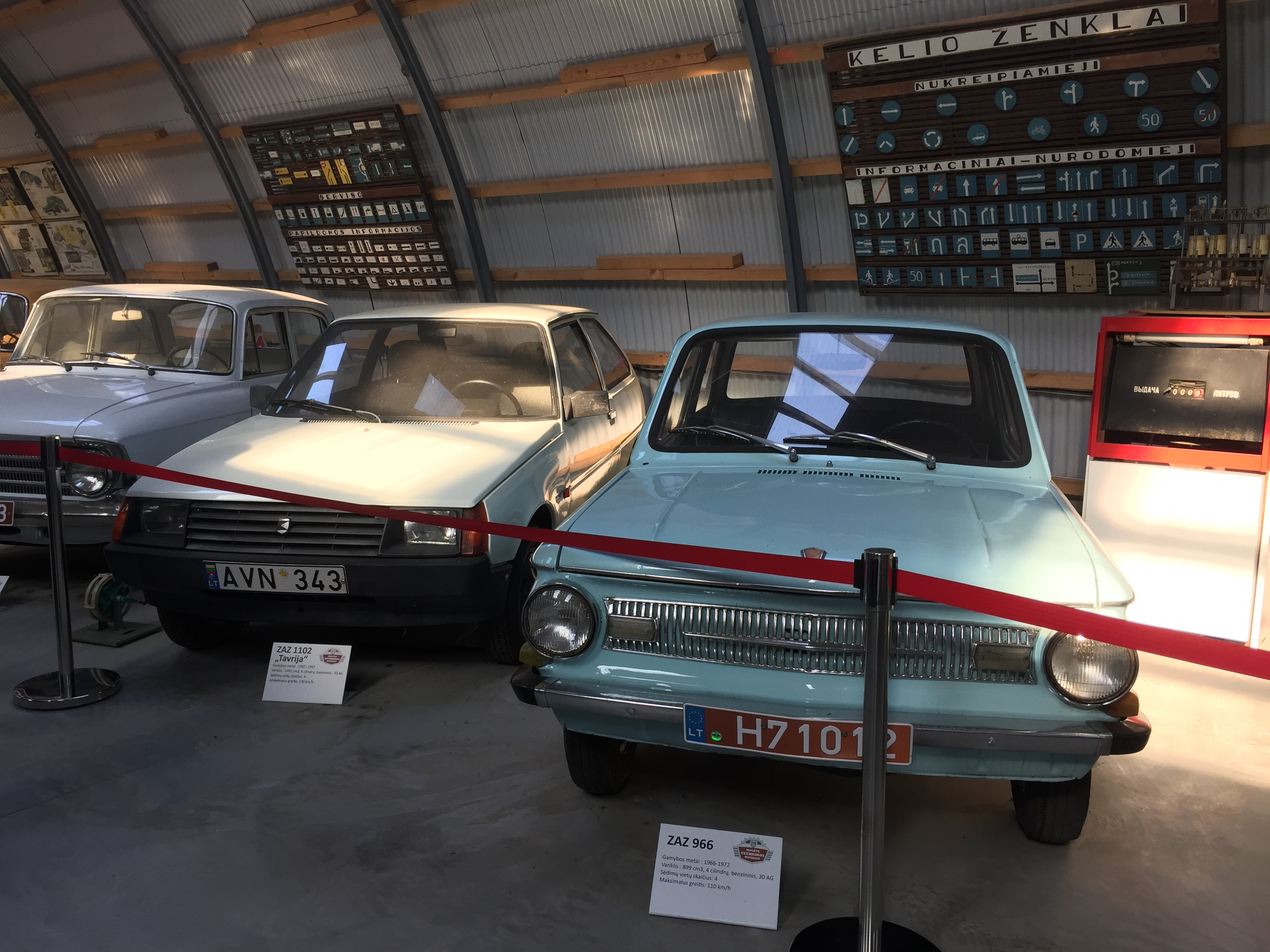
ЗАЗ-1102 «Таврия» (слева), зарегистрированная номером 1993–2003 гг. и ЗАЗ-966, зарегистрированный номером ретромобилей 2014–2018 годов
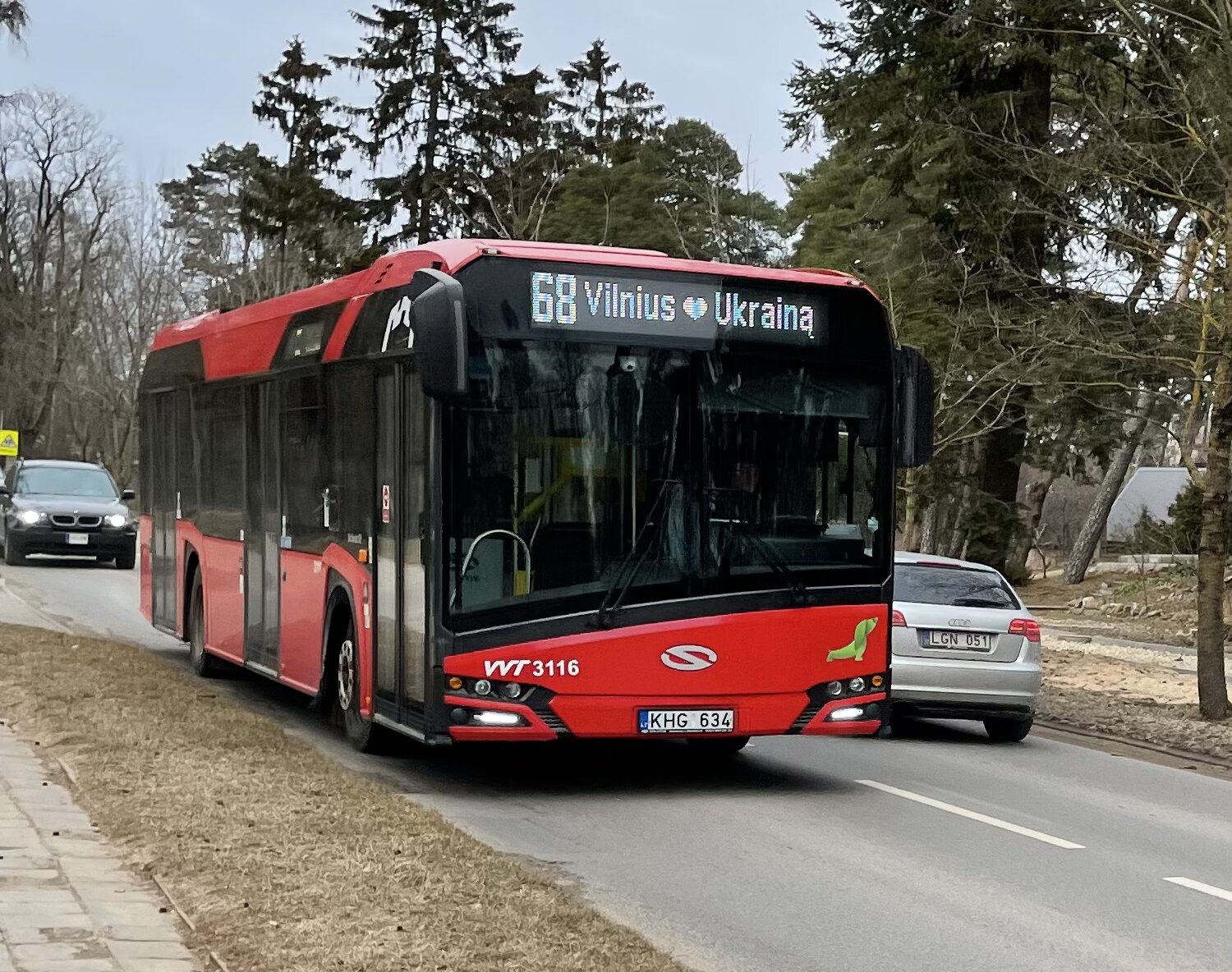
Вильнюсский автобус Solaris, зарегистрированный номером образца 2018 года
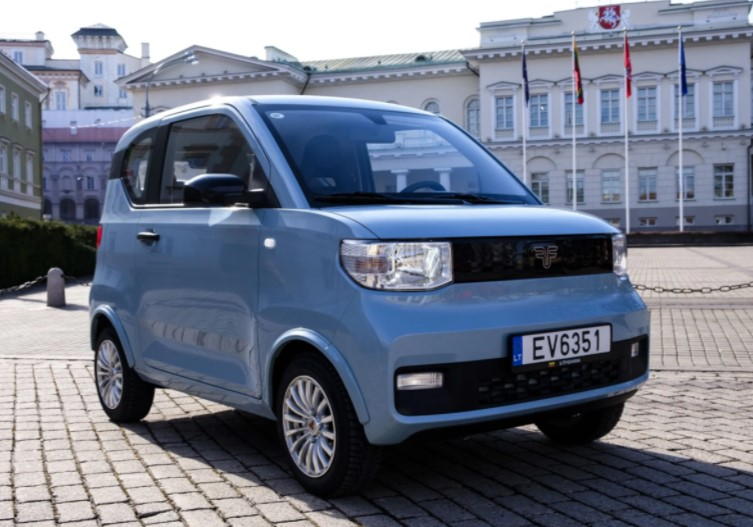
Литовский электромобиль FreZe Nikrob, зарегистрированный номером электромобилей образца 2018 года
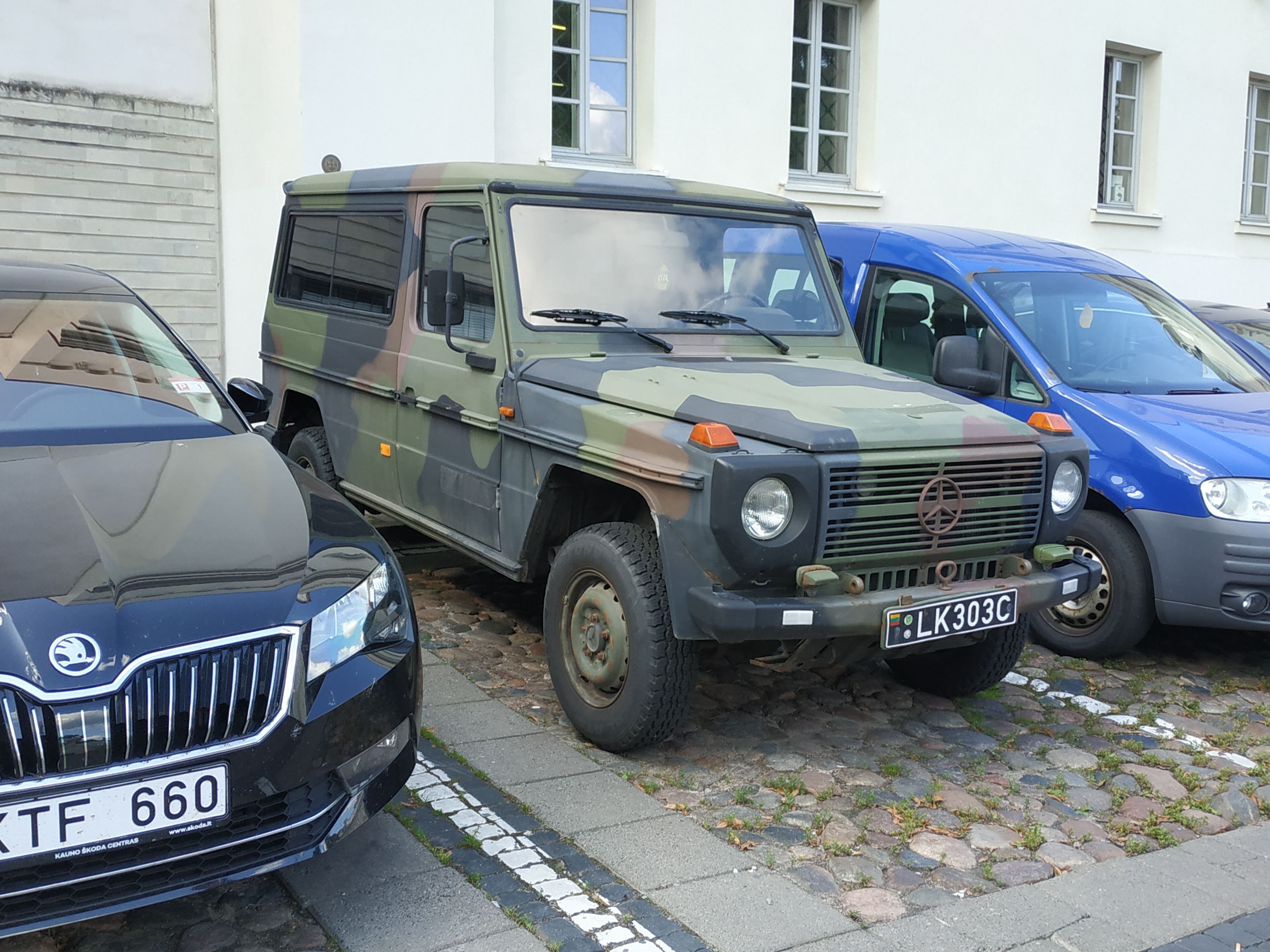
Mercedes-Benz G-Class с современным военным номером